# Smaragd
Smaragd, chemický vzorec Be3(Al,Cr)2Si6O18 (hlinitokřemičitan berylnatý), je šesterečný minerál. Jeho název je pravděpodobně semitského původu. Smaragd je nejznámější a nejcennější odrůdou minerálu berylu.

## Původ
Smaragd je nejdražší odrůda minerálu berylu (hlinitokřemičitan berylnatý), který je charakteristický odstíny zelené barvy, za kterou vděčí obsaženému chromu a vanadu ve své základní struktuře.

## Vlastnosti
- Fyzikální vlastnosti: Tvrdost 7,5 – 8, křehký, hustota 2,6 – 2,8 g/cm³, štěpnost nedokonalá podle {0001}, lom nerovný, lasturnatý.
- Optické vlastnosti: Barva: zelená. Lesk skelný, matný, průhlednost: průhledný až průsvitný, vryp bílý.
- Chemické vlastnosti: Složení: Be 5,03 %, Al 10,04 %, Si 31,35 %, O 53,58 % s příměs Cr. Rozpustný v HF, před dmuchavkou se netaví.

## Využití
V klenotnictví se využívá jako drahý kámen (fasetové brusy, kabošony). Mezi nejslavnější šperky se smaragdy patří Náhrdelník španělské inkvizice, Hookerova smaragdová brož nebo Andská královská koruna.

### Historie
Smaragd (smaragdos) byl poprvé užíván ve starověkém Egyptě, patřil mezi oblíbené kameny již ve Střední říši, za Ptolemaiovců a za královny Kleopatry.
Termín Smaragd znamená v sanskrtu marakata, překonavatel obtíží. Indové dělili své smaragdy z Palistánu (údolí Swát) a Rádžástánu na odstíny podle kast. Smaragd  měl být pro starověké myslitele kamenem moudrosti, prosperity, praktické logiky a obchodní zdatnosti (budha-ratna). Jadeit, nefrit a smaragd byly tři drahokamy, ze kterých byly vyřezávány sošky Buddhy. Pro perské učence byl smaragd kamenem věčného života v ráji. Také Římané si velmi cenili smaragd, Plinius starší vyzdvihuje jeho barvu.

## Naleziště
Výskyt smaragdu je řídký.
- Rakousko – Habachtal
- Rusko – Takovaja (Ural)

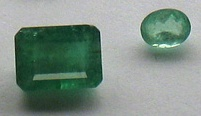
Vybroušené smaragdy

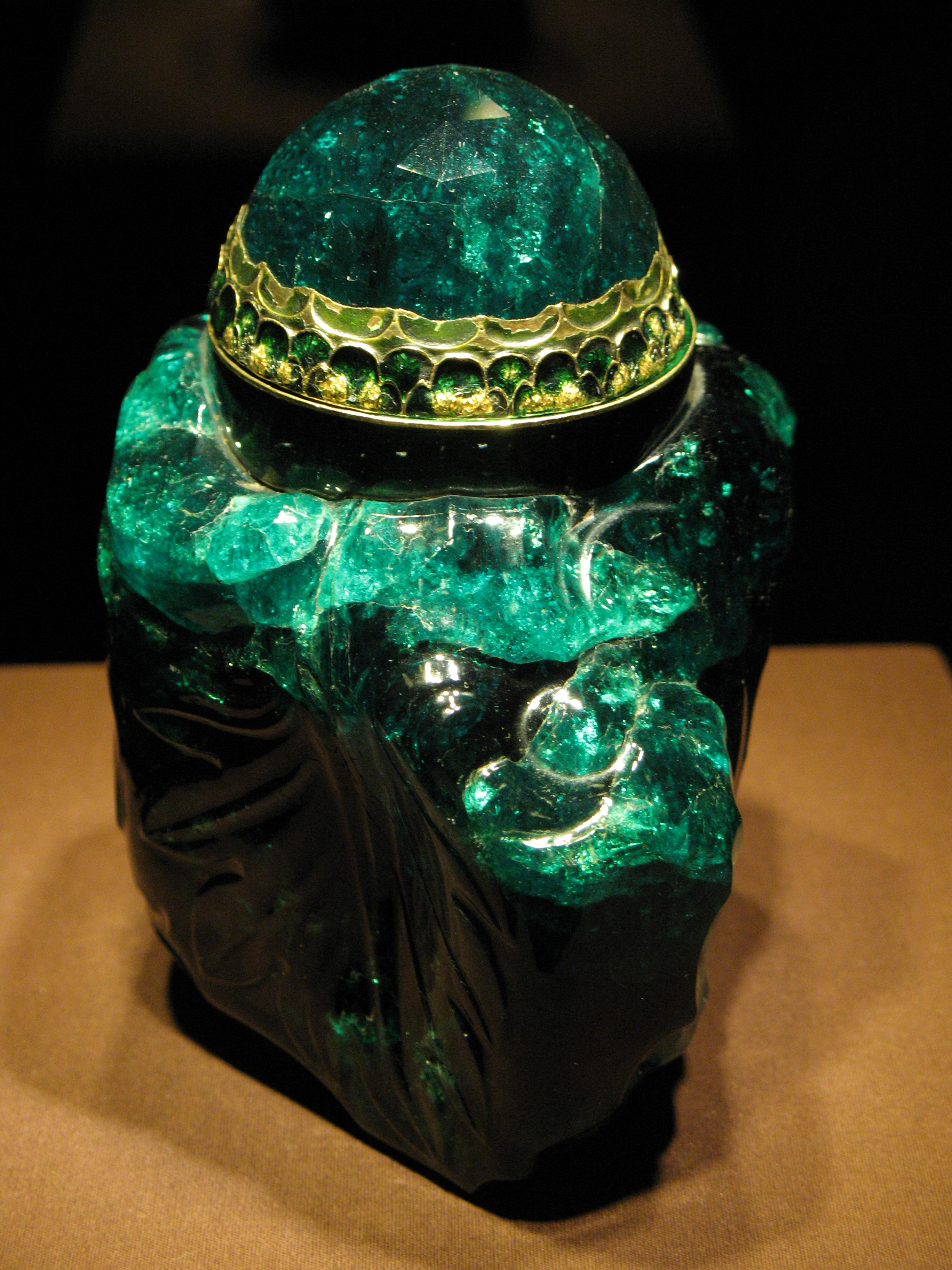
Dionysio Miseroni: Slánka z kolumbijského smaragdu, 1641

- Egypt – Zabarah (další historické lokality)
- Kolumbie – Muso a Chivor – nejznámější lokality vysoce ceněných smaragdů, kde již staří Inkové získávali kvalitní exempláře. Největší vývoz do Evropy se uskutečnil od 16. do 19. století prostřednictvím španělských mořeplavců a obchodníků.
- Brazílie – Carnaiba, Minas Gerais, Bahía, Ceará, Goiás
- USA, severní Karolína, Hiddenit Mine
- Afrika: Nigérie, Tanzanie, Mosambik, Zambie, Zimbabwe, Madagaskar, Jihoafrická republika
- Afghánistán, Pákistán, Indie

## Významné smaragdy
- Kokovinův smaragd – 11 tisíc karátů
- Váza vybroušená z jednoho smaragdu – 2681 karátů (Kunsthistorisches Museum Vídeň)
- Hrdost Ameriky – 1470 karátů
- Stephensonův smaragd – 1438 karátů
- Stalen smaragd – 1270 karátů

## Významné památky
- Souprava smaragdových klenotů ruské carevny – Almaznyj fond,Moskva
- Socha Maura nesoucího podnos se smaragdy – Grünes Gewölbe, Státní umělecké sbírky Drážďany
- Smaragdový řád saského kurfiřta Augusta Velikého – Grünes Gewölbe, Drážďany
- Dýka se třemi smaragdy na rukojeti – Klenotnice v paláci Topkapi, Istanbul
- Smaragdy na klenotech a na plášti Svatohorské madony, Svatá Hora u Příbrami
- Smaragdová souprava šperků, 20. léta 20. století, Uměleckoprůmyslové muzeum v Praze
- Smaragdová slánka pro císaře Ferdinanda III., Dionysio Miseroni, Praha-Vídeň 1641, (nyní Kunsthstorisches Museum Vídeň)